# Прохоров, Андрей Владимирович
Андрей Владимирович Прохоров (род. 28 сентября 1965) — советский и российский футболист, защитник.

## Клубная карьера
Воспитанник ленинградского «Динамо», за которое играл с 1983 по 1984 и с 1987 по 1988 год. В период с 1989 по 1990 год играл за тамбовский «Спартак». В 1991 году перешёл в камышинский «Текстильщик», который с 1992 года стал играть в чемпионате России. 29 марта 1992 года дебютировал в высшем дивизионе, в матче против «Динамо-Газовик» сыграл весь матч. 24 июля 1993 года забил первый гол в национальном чемпионате, в матче против «Ростельмаша» забил в конце первого тайма. Всего за «Текстильщик» провёл 104 матча и забил 1 гол. В 1995 году сыграл 38 матчей за клуб «Лада» Тольятти. В 1996 году перешёл в воронежский «Факел», за который сыграл 77 матчей и забил 3 гола.